# Francisco Hernández Girón

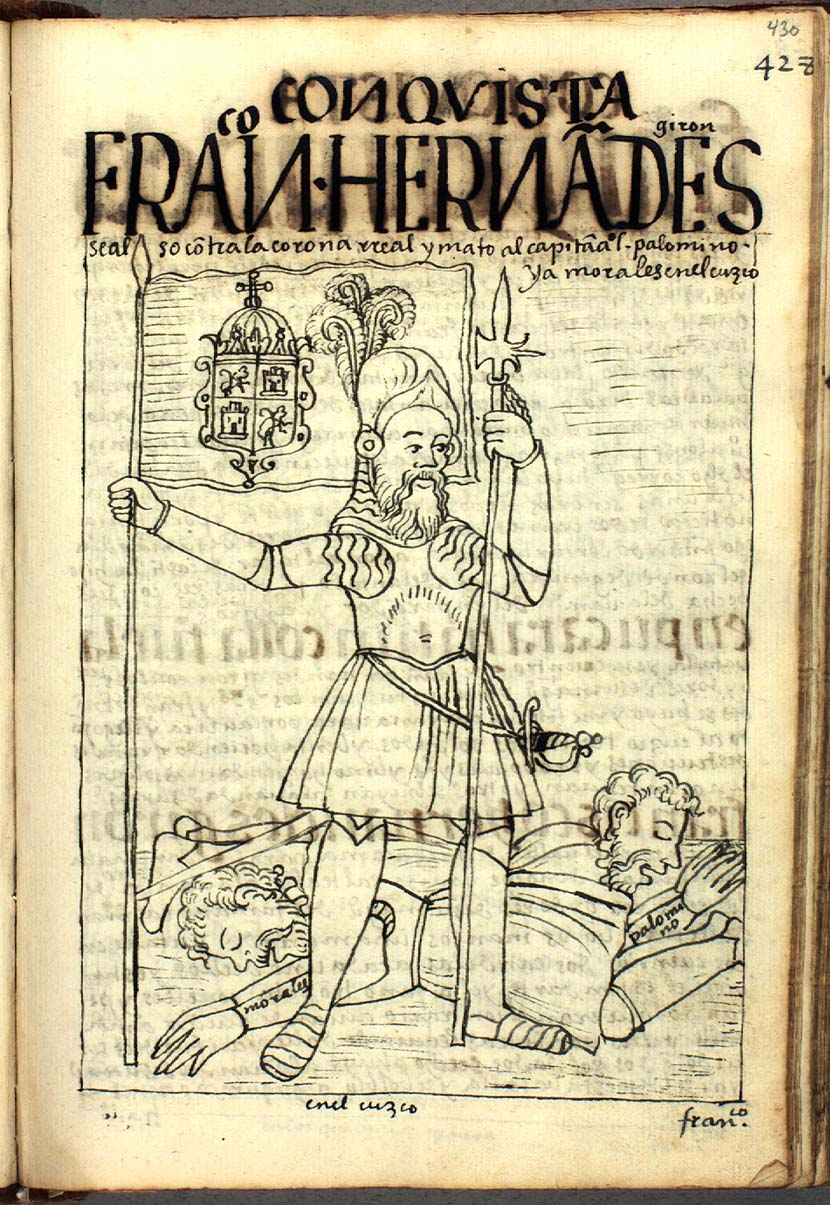

Francisco Hernández Girón (ur. w Cáceres, zm. 7 grudnia 1554 w Limie) – hiszpański konkwistador.
Do Peru przybył w 1535 roku wraz z przyszłym gubernatorem Blasco Núñez Vela. W walkach o władzę pomiędzy braćmi Pizzaro a stronnikami Almagro nie brał udziału, opowiedział się dopiero po stronie zarządcy ziem hiszpańskich Cristóbala Vaca de Castro. Walczył w bitwie pod Añaquito. W kolejnej bitwie pod Jaquijahuana opowiedział się po stronie wicekróla Pedro de la Gasca, odnosząc zwycięstwo. 
13 listopada 1553 roku stanął po stronie buntowników sprzeciwiających się nowym ograniczeniom w wyzyskiwaniu Indian nałożonych przez wicekróla Peru Melchora Bravo de Saravia. Został obwołany kapitanem generalnym. Buntownicy pierwotnie rozbili wojska królewskie 20 marca 1554 roku pod Chuquingą. 8 października został pokonany w bitwie pod Pucarą. Został stracony 7 grudnia 1554. 
Hernández Girón miał żonę Mencía de Almaraz y Sosa, z którą miał dwójkę dzieci – syna Alonso de Almaraz i córkę Leonor de Portocarrero.